# Eisner Manó
Eisner Manó, írói álnevein Pálos Endre; Judex; p. e.; -x, (Szeged, 1884. október 12. – ?, 1959) ügyvéd, költő, író, tartalékos főhadnagy, Balázs Béla fiatalkori barátja.
Haladó, de nem rohanó,

Megállitja sok viganó,

Hazudik a muzsikaszó,

De az álom titka való,

Éljen dr. Eisner Manó

Követünk!

## Életpályája
Apja Eisner Ignác magántisztviselő, anyja Schwarcz (1900-tól Szekeres) Vilma volt. Szülővárosában a piarista gimnáziumban tett érettségit, majd 1907-ig Budapesten, illetve Kolozsvárott hallgatott jogot. 1912-ig, majd 1918 és 1921 között szinházi kritikákat és cikkeket publikált a Délmagyarország, továbbá a Szeged és Vidéke című folyóiratokban. 1912-ben tett ügyvédi vizsgát Marosvásárhelyen, majd február 14-én ügyvédi irodát nyitott szülővárosában. A szegedi ügyvédkamara ügyésze volt egy cikluson keresztül. Álnéven versei, cikkei és elbeszélései a következő lapokban jelentek meg: Miskolci Napló (1903), Szegedi Napló (1906, 1908, 1919), Budapesti Napló (1907). Eisner név alatt jogi tanulmányokat közölt a Jogtudományi Közlöny, (1910, 1934), a Büntetőjog (1932), A Jog (1934), továbbá a Magyar Jogi Szemle (1935) c. lapokban.

## Műve
- A sulyosbitó és enyhitő körülmények és a büntetés kiszabása. A Magyar Királyi Ferenc József Tudományegyetem Barátai Egyes. Jog- és Államtud. O.-ában Tartott Előadások. 5. [Szeged], 1932, [S.n.].[3]